# Bruno Coimbra
Bruno Manuel Pereira Coimbra (21 de abril de 1981) é um deputado e político português. Ele é deputado à Assembleia da República na XIV legislatura pelo Partido Social Democrata. Possui uma licenciatura em Engenharia do Ambiente.